# 船井総合研究所
株式会社船井総合研究所（ふないそうごうけんきゅうしょ、英: Funai Consulting Incorporated）は、東京都中央区と大阪府大阪市中央区に本社（登記上の本店は大阪市中央区）をおく、日本の経営コンサルティング会社。

## 概要
日本マネジメント協会に勤務していた船井幸雄が、コンサルティングの仕事を通じて「組織体の経営はトップひとりで九九．九パーセント決まる」、トップが「素直」「勉強好き」「プラス発想」の三条件を満たしていないと会社が発展しないと考えるようになり、マネジメント協会と意見が合わず退社。1970年に前社の若手5名と共に「株式会社日本マーケティングセンター」を設立（後に社名変更）。共に起業した若手達はほとんどコンサルティングの経験がなく、当時は船井の個人事務所のような形だったという。
地域で一番規模の大きな店を目指す「地域一番店戦略」を唱え、中小企業の経営者の支持を集めた。2005年に東証一部に上場。2014年7月に持株会社体制に移行した。2020年3月に6代目社長の真貝大介が就任。
なお、家電メーカーの船井電機とは無関係である。

## 沿革
- 1970年3月 - 船井幸雄が独立し、株式会社日本マーケティングセンターとして設立（資本金1,000千円）[4]。主業務は企業経営の総合診断[4]。
- 1972年 - 船井幸雄の著作『変身商法―儲けつづけるための常識革命〈ニュー・ライフブック〉』（ビジネス社、1972年）が40万部のベストセラーとなり、業績が急上昇する[5]。元々競争至上主義的コンサルティングを行っていたが、この頃から徐々に方向転換を行う[5]。
- 1985年3月 - 商号を株式会社船井総合研究所に変更。
- 1988年2月 - 大阪証券取引所第2部（特別指定銘柄）上場。
- 1990年3月 - 本告正が社長に就任[5]。流通業主体からサービス業主体の経営コンサルティングにシフト[5]。
- 1993年6月 - 大阪証券取引所第2部指定替え。
- 1994年 - 精神世界系の一大イベント「船井オープンワールド」を主催[3][6][7]。2002年まで9回主催。
- 2000年3月 - 小山政彦が社長に就任[5]。
- 2003年 - 船井幸雄が役員を退任。
- 2004年12月 - 東京証券取引所第2部上場。
- 2005年12月 - 東京証券取引所、大阪証券取引所第1部指定替え。
- 2011年3月 - 第41回定時株主総会で定款を変更し、英文社名をFunai Consulting Incorporatedに変更[8]。
- 2014年4月　持株会社体制へ移行。商号を「株式会社船井総研ホールディングス」に変更し、コンサルティング事業を「株式会社船井総合研究所」に事業継承。

## 親会社・株主
2014年の持株会社体制へ移行により、現在「株式会社船井総合研究所」は株式会社船井総研ホールディングスの子会社となっている。船井総研ホールディングスは、2021年時点で創業家及び創業者の息子の舩井勝仁が社長を務める株式会社船井本社が合わせて約17％の株式を保有している（船井本社：10.18％、船井幸雄の妻の舩井和子：2.65％、舩井勝仁：2.14％、息子の舩井孝浩：1.80％）。

## 経営者向け会員制勉強会
1972年に、経営者のための会員制経営戦略研究会「コスモスクラブ」を設立。社長の船井幸雄は、自身の考えとは正反対とも言えるチェーンストアを推奨する経営コンサルタント渥美俊一に強い対抗心を抱いており、彼の「ペガサスクラブ」に対抗して、ペガサス座よりも上の概念の宇宙を指す言葉として「コスモス」と命名した。船井幸雄によると、当時の日本の量販店は、この2つのクラブのどちらか、あるいは両方に入っており、両者はよく対立したという。船井幸雄は、「日本の量販店業界は渥美さんと私の二つの考え方のバランスの上で出来たようなもののように思います」と語っている。
1978年には、名古屋、福岡等の各主要都市に、地域の経営者のための経営研究会として「地域フナイクラブ」を設立した。
2020年時点では、グループ全体で190の経営研究会が主宰され、約7,200名が入会しているという。経営研究会では業種の最新情報の提供と、会員同士の情報交換を実施している。

## 雑誌
- 「月刊流通ビジネス」1985年-1993年。：企画編集：船井総合研究所、出版社：コスモプラン。1985年4月（162号)-1993年12月（266号)。「コスモス」の改題。（国立国会図書館サーチに前身の「コスモス」の情報なし）
- 「月刊Funai」企画・編集：船井総合研究所（奥付による編者表示 企画・編集：コスモプラン）、出版社：船井総合研究所、1994年1月（267号)-1995年3月（281号)。「流通ビジネス」の改題。
- 「The Funai：new paradigm books」出版社：船井総合研究所。奥付による編者表示 企画編集：ビジネス社、個人編者表示：船井幸雄、第五刷りではビジネス社発行となっている。1995年4月（282号)-1998年（326号）

## 船井オープンワールド
創業者の船井幸雄は疑似科学やオカルトに大きな関心を持ち、気や波動、潜在意識といった言葉を使い、そうした世界について熱心に語った。彼の元には、オカルトや精神世界で活動する人間が集まってネットワークを形成し、船井総合研究所は1994年に、船井幸雄のオカルト・精神世界人脈を結集し、船井幸雄が紹介したい、勧めたい物や人を集めた精神世界の万博のようなイベント「船井オープンワールド（フナイ・オープン・ワールド、フナイオープンワールド）」を主催した。（「フナイオープンワールド」「フナイ」「オープンワールド」は、船井総合研究所が称呼・文字の商標を持っている。）同イベントでは、新しい経営ノウハウのレクチャーも行われた。始まったのは、奇跡を起こすというサイババ・ブームや予言ができるという「アガスティアの葉」ブームと同時期に当たる。船井幸雄のコンセプトやアイデアは、彼の著作や「船井オープンワールド」等のイベントを通して、多様かつ広範な社会のグループに広まった。
「船井オープンワールド」は、2003年に船井幸雄が船井総合研究所を退き、船井幸雄により「船井幸雄オープンワールド」として開催されるようになるまで、船井総合研究所の主催で毎年開催され、後のスピリチュアル・ブームの先駆けとなった。宗教学者の櫻井義秀は「船井オープンワールド」について、「船井（幸雄）のいいもの、ほんものを世に出したいという意図はどうであれ、実際に出店している事業者には法律で認められていない医業類似行為（波動療法、いやしの地等）やマルチ商法的ビジネス従事者が少なくない。斉藤貴男の『カルト資本主義』扱いが相当ではないかと考える。」と評している。

## 関係会社
- 株式会社船井総研ホールディングス
- 株式会社船井総研あがたFAS
- 株式会社船井総研コーポレートリレーションズ
- 株式会社船井総研ITソリューションズ
- 船井（上海）商務信息咨詢有限公司
- 船井総研ロジ株式会社
- 株式会社プロシード
- 株式会社HR Force
- 新和コンピュータサービス株式会社
- ビジネス社 - 船井幸雄をベストセラー作家に育てた出版社。1991年に連結子会社化、2011年譲渡。

## 関連文献
- 船井幸雄『船井幸雄の「成功塾」 仕事と人生がうまくいく、わずか6つの成功原則』ダイヤモンド社〈幻冬舎新書〉、2004年。